# Гураны
Гура́ны — народность в Забайкалье, образовавшаяся в результате смешанных браков русских с бурятами, эвенками, монголами, даурами, маньчжурами.

## Этимология
Слово гуран заимствовано русскими из бурятского языка и означает «самец сибирской косули». В том же значении оно употребляется монголами (gura), эвенками, калмыками (guru), алтайцами.
Также существует версия, что слово «гуран» произошло из языков тунгусо-маньчжурской группы, где понимается как «люди». Схожее слово «гурун» из языка нанайцев, входящего в ту же группу, имеет аналогичное значение.

## История смешения рас
Русские, проживая на одной территории с коренным населением — бурятами и эвенками, часто ассимилируясь с ними, постепенно приобретали некоторые антропологические особенности, заимствовали элементы быта и культуры этих народов. Но, оказавшись в новых природно-хозяйственных условиях в тесном соприкосновении с другими народами, они, как правило, не утрачивали своего языка и самосознания. Сохраняя свой культурно-бытовой облик, они в процессе приспособления вырабатывали новые черты хозяйства, быта и культуры. В свою очередь, русские, принеся и распространив среди местного населения собственные хозяйственные навыки и приёмы, содействовали развитию земледелия, оседлости, строительству городов. Таким образом, на территории Забайкалья постепенно сформировался определённый тип местного населения, основанный на бурятском, эвенкийском и, преимущественно, русском этническом элементе, который и принято называть «гураны».
Многие забайкальцы имеют смешанную кровь. Европеоидная и монголоидная расы встретились в пределах Забайкалья. Этим объясняется появление в бытовой лексике местного населения особого слова гуран, которое обозначает человека смешанной крови в четвёртом поколении, вобравшего в себя черты русских первопроходцев и коренного населения. Судя по архивным документам, уже в XVIII веке русские поселенцы в Забайкалье употребляли слово гуран как имя или прозвище. Затем так стали называть всех коренных забайкальцев (то есть тех, кто родился за Байкалом) или потомков от смешанных браков русских с бурятами, монголами, эвенками, а также с маньчжурами.
Почему именно слово гуран стало названием этой этнической группы? Забайкальские казаки шили зимние шапки из шкуры гурана, самца косули, сохраняя рожки. Этот головной убор напоминал голову животного, и вводил в заблуждение на охоте. Длительные зимы способствовали тому, что этот характерный головной убор примелькался на глазах и отложился в сознании, дав прозвище целой этнической группе.

## Этнос
Некоторые исследователи считают, что в результате смешения европеоидной и монголоидной рас появился особый этнос. Ещё в конце XIX века известный этнограф Н. М. Ядринцев доказывал, что в Сибири складывается особый «областной тип», который по мировоззрению, бытовому укладу, внешнему облику сильно отличается от жителей европейской России.

Профессор Н. Н. Цыбиков в работе «Этногенез и резистентность» утверждает: 
В своём развитии этносы постоянно подвергаются процессу взаимопроникновения (гибридизации), следствием чего является либо исчезновение этноса, либо формирование нового… Забайкалье является уникальным регионом, в котором прослеживаются эти процессы. Чётко определены временные интервалы миграционных потоков русских, которые вступали в браки с аборигенами, результатом чего явилось рождение нового этноса гуранов.
Не все учёные согласны с тем, что гураны образуют этнос. В вышедших томах «Энциклопедии Забайкалья» нет статьи о таком народе. В первом томе термин гуран объяснён как «основанный на бурятском, эвенкийском и в основном русском этносах определённый тип местного населения». В разговорах его нередко используют в качестве синонима к термину забайкалец. Вопрос о таком этносе, как гураны, остаётся открытым, по большей части относится к самосознанию народа.